# 左翼解放阵线
左翼解放阵线（英語：Left Liberation Front）是斯里兰卡的一个左翼选举联盟。该联盟成立于1998年，由新平等社会党以及人民联盟和人民解放阵线的一些前成员共同创立。该联盟的意识形态是共产主义、托洛茨基主义。该联盟的领袖是Vikramabahu Karunaratne，书记是Leenus Jayatilake。该联盟的总部位于科伦坡。
该联盟最初取名为新左翼阵线，后更名为左翼阵线，2010年初改用现名。

## 成员党
目前，该联盟的成员党有：
- 民主左翼阵线
- 民族民主运动
- 新平等社会党
- 新民主党